# Heaven and Hell (musikgrupp)
Heaven and Hell (oftast skrivet Heaven & Hell) var ett brittiskt metalband som bestod av tidigare och nuvarande medlemmar från Black Sabbath. Dessa är Tony Iommi, Geezer Butler samt Vinny Appice. Alla var samtidigt medlemmar 1980–1982 och 1991–1992.
2006, när de skulle spela in tre nya låtar till samlingsalbumet Black Sabbath: The Dio Years, så bestämde de sig för att även ge sig ut på turné. Då Black Sabbath, med sättningen Iommi, Butler, Ozzy Osbourne och Bill Ward, fortfarande var aktivt valde man namnet Heaven and Hell, efter det första Black Sabbath-albumet med Dio. Till skillnad från vad många tror använde de inte namnet Heaven and Hell för att det fanns kontraktssvårigheter eller liknande, utan för att inte känna sig tyngda eller pressade att spela låtar som "Iron Man", "Black Sabbath", "Paranoid", "Fairies Wear Boots" och så vidare.
Efter sångaren Ronnie James Dios bortgång den 16 maj 2010 utförde Iommi, Butler och Appice en hyllning till Dio som Heaven & Hell på High Voltage Festival den 24 juli 2010, med gästvokalister, bland annat före detta Black Sabbath- och Deep Purple-sångaren Glenn Hughes, och den norske sångeraren Jørn Lande från Masterplan. Alla intäkter gick till Ronnie James Dio Stand Up and Shout Cancerfonden.

## Medlemmar
Senaste ordinarie medlemmar
- Ronnie James Dio – sång (2006–2010; död 2010)
- Tony Iommi – gitarr (2006–2010)
- Geezer Butler – basgitarr (2006–2010)
- Vinny Appice – trummor (2006–2010)

Turnerande medlemmar
- Scott Warren – keyboard (2007–2010)
- Glenn Hughes – sång (2010)
- Jørn Lande – sång (2010)

## Diskografi
Studioalbum
- 2009 – The Devil You Know

Livealbum
- 2007 – Live from Radio City Music Hall

Singlar
- 2007 – "The Devil Cried"
- 2009 – "Bible Black"
- 2009 – "Follow the Tears"
- 2009 – "Bible Black (Song Premiere Version)"
- 2009 – "Eating the Cannibals"

Video
- 2010 – Neon Nights: 30 Years of Heaven & Hell (DVD)